# 잡았네요
"잡았네요"는 한국에서 제작된 장일호 감독의 1969년 영화이다. 구봉서 등이 주연으로 출연하였고 주동진 등이 제작에 참여하였다.

## 출연

### 주연
- 구봉서
- 김희갑
- 김창숙

## 기타
- 조명: 김강일
- 미술: 김유준